# Janez Povh
Janez Povh, raziskovalec na Fakulteti za strojništvo Univerze v Ljubljani Univerzi in do leta 2014 dekan Fakultete za informacijske študije v Novem mestu, je leta 1998 diplomiral na Fakulteti za matematiko in fiziko (smer uporabna matematika). Leta 2002 je tudi na isti fakulteti zagovarjal magistrsko nalogo, ter leta 2008  tudi doktorsko disertacijo, ki je imela naslov Application of semidefinite and copositive programming in combinatorial optimization.
Trenutno se ukvarja ukvarja z razvojem novih metod v matematični optimizaciji, temelječih na intenzivni uporabi superračunalnikov. Je vodja projekta Visokozmogljiv reševalec za binarne kvadratične programe, ki ga izvaja skupaj z Univerzo v Celovcu in vodja slovensko-madžarskega projekta z naslovom Razširitev algoritmov prvega in drugega reda za izbrane razrede optimizacijskih problemov s ciljem rešiti računsko zahtevne industrijske probleme. Vodi tudi raziskovalno skupino Fakultete za strojništvo na projektu Zlivanje biomedicinskih podatkov z nenegativno matrično faktorizacijo. Sodeluje še pri H2020 projektih PRACE-5IP in EXDCI ter pri podonavskem projektu InnoHPC. Je soavtor spletnega tečaja (MOOC) Managing Big Data with R and Hadoop.
1. ↑  http://www.nm.sik.si/si/eknjiznica/bioleks/?bid=3007